# Châteauneuf-d'Ille-et-Vilaine
Châteauneuf-d'Ille-et-Vilaine (tiếng Breton: Kastell-Noez) là một xã của tỉnh Ille-et-Vilaine, thuộc vùng Bretagne, miền tây bắc nước Pháp.

## Dân số
Người dân ở Châteauneuf-d'Ille-et-Vilaine được gọi là Castelnoviens.
| Năm | 1962 | 1968 | 1975 | 1982 | 1990 | 1999 |
| --- | ---- | ---- | ---- | ---- | ---- | ---- |
| Dân số | 653  | 662  | 685  | 806  | 813  | 912  |
| From the year 1962 on: No double counting—residents of multiple communes (e.g. students and military personnel) are counted only once. |      |      |      |      |      |      |